# Сигле, Андрей Рейнгардтович
Андре́й Рейнга́рдтович Си́гле (род. 15 мая 1964, Горький, СССР) — российский продюсер, кинокомпозитор, музыкант, руководитель кинокомпании Proline Film. Заслуженный деятель искусств Российской Федерации (2006), член Европейской киноакадемии (EFA) и Европейского продюсерского клуба (EPC).

## Биография
Андрей Сигле родился 15 мая 1964 года в Горьком. Его отец, Рейнгардт Густавович Сигле, — инженер-строитель, мать, Людмила Михайловна, — школьный учитель. Спустя два месяца после рождения сына семья Сигле переехала в Ленинград. В 1986 году, по окончании Музыкального училища им. Римского-Корсакова, он поступил в Ленинградскую консерваторию, класс фортепиано (мастерская П. Зарукина). После окончания консерватории Андрей Сигле по приглашению ректора Шведской Королевской академии музыки в Гётеборге прошёл обучение по специальности «Кинокомпозитор».

## Творчество
С середине 1980-х увлекся электронными музыкальными инструментами. В качестве аранжировщика, клавишника и саунд-дизайнера Андрей Сигле участвовал в записи альбомов музыкальных групп «Кино», «Алиса», «Наутилус Помпилиус», а также сольных проектов Сергея Курёхина и Бориса Гребенщикова. В качестве музыканта работал на кинокартине «Собачье сердце» (1988) и на кинокартине «Игла» совместно с Виктором Цоем и другими участниками группы «Кино», принимал участие в создании фильма Константина Лопушанского «Посетитель музея» (1989), музыку для которого написали Альфред Шнитке и Виктор Кисин.
Дебют Андрея Сигле как кинокомпозитора состоялся в фильме «Клещ» (1990) режиссёров Александра Баранова и Бахыта Килибаева. Этот проект стал поворотным в его творчестве: он начал писать музыку исключительно для кино. Среди его работ «Сенсация» Бориса Горлова, «Колесо любви» Эрнеста Ясана, «Последнее дело Варёного» Виталия Мельникова, «Прохиндиада-2» Александра Калягина, «Русская симфония» Константина Лопушанского, «Четырнадцать цветов радуги» Дмитрия Светозарова. В 1997 году Андрей Сигле стал композитором одного из самых известных российских сериалов «Улицы разбитых фонарей», позже писал музыку к таким популярным проектам, как «Агент национальной безопасности», «По имени Барон» и др.
Новый виток в творчестве Андрея Сигле ознаменовала работа с режиссёром Александром Сокуровым. Их первый совместный проект — «Телец», далее была картина «Отец и сын».
В 2002 году Андрей Сигле совместно с режиссёром Дмитрием Светозаровым создал компанию «АСДС», которая занимается производством кино-, теле- и музыкальных проектов для ведущих телеканалов России.
В 2004 году Андрей Сигле основал кинокомпанию Proline Film, которая специализируется на авторском кино. Первой работой студии стала кинолента «Солнце» Александра Сокурова. Над этим проектом Андрей Сигле работал в качестве композитора и продюсера. Впервые за пять лет Россия была представлена на Берлинском международном кинофестивале, фильмом «Солнце». Далее последовали такие совместные проекты с Александром Сокуровым, как «Александра» и «Фауст», которые принесли своим создателям множество международных и российских наград.
Proline Film сотрудничает с Константином Лопушанским («Гадкие лебеди», «Роль»), Анной Фенченко («Пропавший без вести»), Сергеем Овчаровым («Сад»), Ириной Евтеевой («Арвентур») и др. Одно из достижений кинокомпании — «Золотой лев» Венецианского международного кинофестиваля за фильм «Фауст» (2011).
В 2014 году номинировался на премию «Ника» за лучшую музыку (фильм «Роль»).
Андрей Сигле живёт и работает в Санкт-Петербурге.

## Награды и премии
- Медаль «За заслуги перед Чеченской Республикой» (10 ноября 2006) — за плодотворную деятельность по сближению и взаимообогащению культур наций и народностей[3]
- Заслуженный деятель искусств Российской Федерации (2006)
- Премия Правительства Санкт-Петербурга «За вклад в киноискусство» (2007)

Хармс
- 2017 — Специальный приз жюри 25-го Выборгского кинофестиваля «Окно в Европу» — «За высокий уровень визуально-музыкального решения»
- 2017 — Приз Гильдии киноведов и кинокритиков России «СЛОН» на 10-м Международном кинофестивале «Восток&Запад. Классика и авангард» — «За необычную форму популярного жанра байопик, которая полностью соответствует личности и творчеству главного героя — писателя Даниила Хармса»

Арвентур
- 2015 — «Серебряный Святой Георгий» Московского международного кинофестиваля
- 2015 — приз международной организации по продвижению азиатского кино NETPAC
- 2015 — специальное упоминание жюри кинокритики Московского международного кинофестиваля

Фауст
- 2013 — «Ника» в номинации «Лучший игровой фильм» национальной премии Российской Академии кинематографических искусств
- 2011 — «Золотой лев» в номинации «Лучший фильм» на 68-м Венецианском международном кинофестивале
- 2011 — приз Future Film Festival Digital Award
- 2011 — приз SIGNIS

Александра
- 2008 — Международная премия «Time for peace film and music awards» (Лос-Анджелес) за лучший европейский фильм. Присуждается за популяризацию гуманистических ценностей в музыке и кино

Гадкие лебеди
- 2006 — Приз им. Микаэла Таривердиева за лучшую музыку на фестивале «Кинотавр»
- 2006 — Главный приз фестиваля «Территория кино: Россия» продюсеру фильма Андрею Сигле «За особый вклад в развитие российского кинематографа». (г. Ростов-на-Дону)
- 2006 — Диплом фестиваля «Остров Крым» «За создание фильма „Гадкие Лебеди“, пропаганду морально-нравственных ценностей, освещение проблем духовности, культуры и экологии в современном обществе».(г. Севастополь)
- 2006 — Гран-при Международного Смоленского Кинофестиваля «Новое кино. XXI» «Лучший фильм»
- 2006 — Специальный приз газеты «Московский комсомолец» «За смелость замысла и воплощение», фестиваль «Московская премьера» (г. Москва)

Удаленный доступ
- 2005 — Приз им. Микаэла Таривердиева за лучшую музыку на фестивале «Кинотавр»

Солнце
- 2005 — Национальная премия кинокритики и кинопрессы «Белый слон» за 2005 год в номинации «Лучший фильм»
- 2005 — Национальная премия кинокритики и кинопрессы «Белый слон» за 2005 год в номинации «Лучшая музыка к фильму»

## Фильмография
- 2022 — «Брат во всём» (продюсер), реж. Александр Золотухин
- 2021 — «Пальмира» (продюсер, к/композитор), реж. Иван Болотников
- 2021 — «Прикосновение» (продюсер), реж. Мария Афанасьева
- 2019 — «Агент национальной безопасности. Возвращение» (продюсер, к/композитор), реж. Дмитрий Светозаров
- 2016 — «Галактика» (док/ф, продюсер, к/композитор), реж. Анна Драницына
- 2016 — «Закрой глаза» (продюсер), реж. Ольга Субботина
- 2016 — «Хармс» (продюсер), реж. Иван Болотников
- 2016 — «Тень» (продюсер), реж. Дмитрий Светозаров
- 2015 — «Арвентур» (продюсер, к/композитор), реж. Ирина Евтеева
- 2013 — «Снегурочка» (продюсер), реж. Дмитрий Светозаров
- 2013 — «Роль» (продюсер), реж. Константин Лопушанский
- 2011 — «Фауст» (продюсер, к/композитор), реж. Александр Сокуров
- 2009 — «Пропавший без вести» (продюсер, к/композитор), реж. Анна Фенченко
- 2008 — «Сад» (продюсер, к/композитор), реж. Сергей Овчаров
- 2007 — «Александра» (продюсер, к/композитор), реж. Александр Сокуров
- 2007 — «Преступление и наказание» (продюсер, к/композитор), реж. Дмитрий Светозаров
- 2007 — «Лучшее время года» (композитор), реж. Светлана Проскурина
- 2006 — «Синдикат» (к/композитор), реж. Алексей Лебедев
- 2005 — «Гадкие лебеди» (продюсер, к/композитор), реж. Константин Лопушанский
- 2005 — «Фаворский» (продюсер, к/композитор), реж. Дмитрий Светозаров
- 2005 — «Вепрь» (продюсер, к/композитор), реж. Дмитрий Светозаров
- 2005 — «Солнце» (продюсер, к/композитор), реж. Александр Сокуров
- 2004 — «Удалённый доступ» (композитор), реж. Светлана Проскурина
- 2004 — «Сказки» (к/композитор), реж. Светлана Проскурина
- 2003 — «Динара Асанова» (док.ф) (к/композитор), реж. Екатерина Харламова, Марина Чудина
- 2003 — «Отец и сын» (к/композитор), реж. Александр Сокуров
- 2002 — «Клоун» (анимация) (к/композитор), реж. Ирина Евтеева
- 2001 — «По имени Барон» (к/композитор), реж. Дмитрий Светозаров
- 2000 — «Телец» (к/композитор), реж. Александр Сокуров
- 2000 — «Четырнадцать цветов радуги» (к/композитор), реж. Дмитрий Светозаров
- 1999 — «Тонкая штучка» (к/композитор), реж. Александр Полынников
- 1998 — «Жёсткое время» (к/композитор), реж. Максим Пежемский
- 1998—2001 — «Агент национальной безопасности 3 сезона 36 серий Начиная со Свет Истины до Сутенёра» (к/композитор), реж. Дмитрий Светозаров
- 1997 — «Улицы разбитых фонарей» (к/композитор), реж. Дмитрий Светозаров
- 1996 — «Сильна как смерть любовь» (к/композитор), реж. Андрей Некрасов
- 1995 — «Пионерка Мэри Пикфорд» (к/композитор), реж. Владимир Левин
- 1994 — «Русская симфония» (к/композитор), реж. Константин Лопушанский
- 1994 — «Прохиндиада 2» (к/композитор), реж. Александр Калягин
- 1994 — «Последнее дело Варёного» (к/композитор), реж. Виталий Мельников
- 1994 — «Полигон I» (к/композитор), реж. Валерий Родченко
- 1994 — «Колесо любви» (к/композитор), реж. Эрнест Ясан
- 1993 — «Сотворение Адама» (к/композитор), реж. Юрий Павлов
- 1993 — «Кинфия» (к/композитор), реж. Елена Джордж
- 1993 — «Сенсация» (к/композитор), реж. Борис Горлов
- 1993 — «Лабиринт любви» (к/композитор), реж. Тамара Лапигина
- 1992 — «Зал ожидания» (ср/м) (к/композитор), реж. Роза Орынбасарова
- 1991 — «Кольцо» (к/композитор), реж. Валерий Мартынов
- 1991 — «Жертва для императора» (к/композитор), реж. Роза Орынбасарова
- 1990 — «Клещ» (к/композитор), реж. Александр Баранов и Бахыт Килибаев
- 1989 — «Посетитель музея» (музыкант), реж. Константин Лопушанский
- 1988 — «Собачье сердце» (музыкант), реж. Владимир Бортко
- 1988 — «Игла» (музыкант), реж. Рашид Нугманов